# Полтавка (Магжана Жумабаєва район)
Полта́вка (каз. Полтавка) — село у складі району Магжана Жумабаєва Північноказахстанської області Казахстану. Адміністративний центр Авангардського сільського округу.
Населення — 572 особи (2021; 709 у 2009, 945 у 1999, 1097 у 1989).
Національний склад станом на 1989 рік:
- росіяни — 47 %
- українці — 36 %.